# Mặt phẳng bên phải
Trong giải tích hàm phức, mặt phẳng bên phải là tập hợp
{\displaystyle \{z\in \mathbb {C} \quad :\quad {\mbox{Re}}(z)>0\}}
của tất cả các điểm nằm trong mặt phẳng phức có phần thực là dương,